# Sophie Podolski

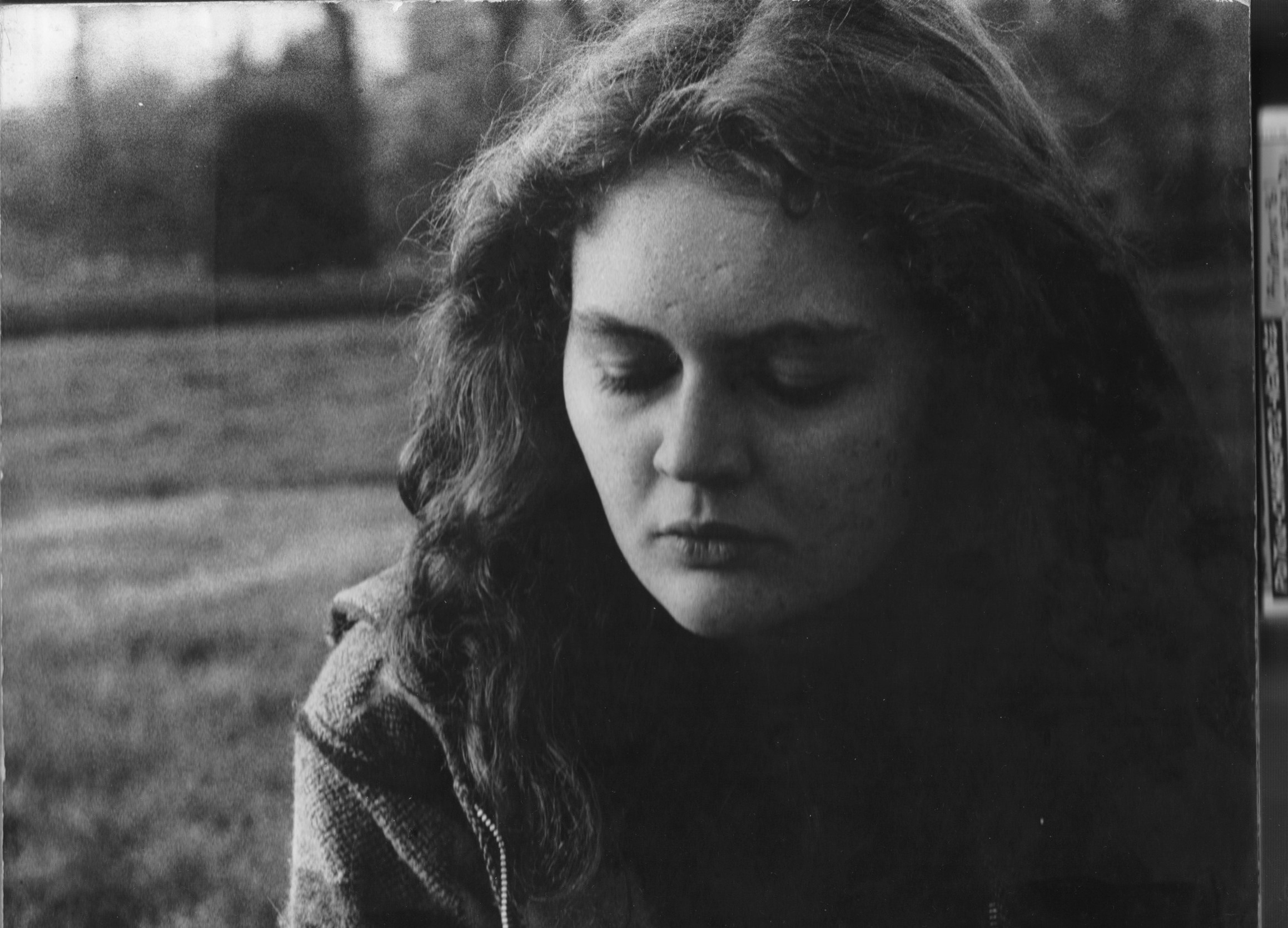
Sophie Podolski

Sophie Podolski (Brussel, 8 oktober 1953 - aldaar, 29 december 1974) was een Belgische dichter en graficus. Ze publiceerde tijdens haar korte leven slechts één boek, Le pays où tout est permis (1972) in de Engelse taal vertaald als The Country Where Everything Is Allowed, waarin de gedichten in haar eigen artistieke handschrift werden gereproduceerd voor de oorspronkelijke editie van 1972. Een gecensureerde, getypte editie volgde in 1973.

## Biografie
Sophie Podolski studeerde etsen aan de Académie de Boitsfort en was verbonden aan de artistieke gemeenschap van het Montfaucon Research Center.
Podolski leed aan schizofrenie en bracht tijd door in psychiatrische klinieken in Parijs en Brussel. Ze deed een zelfmoordpoging (de methode wordt niet onthuld in artikelen over haar) in Brussel op 19 december 1974 en stierf 10 dagen later als gevolg daarvan.
Podolski liet een aantal onuitgegeven gedichten en grafische kunstwerken na die postuum werden gepubliceerd door Marc Dachy.  Haar werk Sophie Podolski Sneeuwkoningin werd gepubliceerd als een speciaal nummer (nr. 6, 1980) van het literaire tijdschrift Luna Park'.
Haar poëzie werd zeer bewonderd door de romanschrijver en dichter Roberto Bolaño.
- Bibliothèque nationale de France: cb12632174d (data)
- Gemeinsame Normdatei: 1073467287
- International Standard Name Identifier: 0000 0000 8304 1975
- Library of Congress Control Number: n81093694
- Nationale Bibliotheek van Israël: 987007422009705171
- Nederlandse Thesaurus van Auteursnamen: 069021813
- Système universitaire de documentation: 148599400
- Virtual International Authority File: 111359015
- WorldCat: E39PBJpPDyGJ4htJcMqkRcQ6rq